# British Academy of Film and Television Arts
Pour les articles homonymes, voir BAFTA (homonymie).
 (mai 2025).
La British Academy of Film and Television Arts (BAFTA), en français : « Académie britannique des arts du cinéma et de la télévision », est une académie qui organise des cérémonies annuelles de remise de prix dans les domaines du cinéma, de la télévision et des jeux vidéo au Royaume-Uni, nommés BAFTA Awards.

## Historique

Charles Laughton.

La BAFTA a été créée en 1947 sous le nom de British Film Academy. En 1958, la BFA absorbe la Guild of Television Producers and Directors pour donner naissance à la Society of Film and Television, qui deviendra la British Academy of Film and Television Arts (BAFTA) en 1976. Parmi les membres fondateurs de la British Film Academy, on peut citer David Lean, Alexander Korda, Carol Reed et Charles Laughton.
Les statuts de la BAFTA prétendent « soutenir, développer et promouvoir l'art de l'image animée, par l'identification et la récompense de l'excellence, qui inspire les professionnels au profit du public ».
L'Académie est composée d'environ 6 000 professionnels des industries du cinéma, de la télévision et des jeux vidéo. Le siège de la BAFTA est situé à Piccadilly, à Londres.
Les trophées de l'Académie ont la forme d'un masque de théâtre. Ils ont été créés en 1955 pour la Guild of Television Producers par le sculpteur américain Mitzi Cunliffe.

## BAFTA Awards
Les BAFTA Awards récompensent l'excellence au cinéma (British Academy Film Awards), à la télévision (British Academy Television Awards) et dans d'autres catégories comme les programmes pour enfants et les jeux vidéo.

## Académies affiliées
D'autres académies sœurs ont été récemment[Quand ?] créées dans d'autres parties du monde :
- BAFTA Scotland (Écosse)
- BAFTA Cymru (pays de Galles)
- BAFTA/LA (Los Angeles)

### Écosse
La BAFTA Scotland est l'organisation nationale écossaise de la British Academy of Film and Television Arts. Créée en 1997, elle organise chaque année une cérémonie qui récompense la réussite par des professionnels du cinéma ou de la télévision écossaise.
Ils sont séparés de la BAFTA, bien que les films ou émissions présentées ou reconnues par la BAFTA Scotland puissent également figurer aux British Academy Film ou Television Awards.

### Pays de Galles
La BAFTA Cymru est l'organisation nationale galloise de la British Academy of Film and Television Arts. Créée en 1991, elle organise chaque année une cérémonie qui récompense la réussite par des professionnels du cinéma ou de la télévision galloise.
Ils sont séparés de la BAFTA, bien que les films ou émissions présentées ou reconnues par la BAFTA Cymru puissent également figurer aux British Academy Film ou Television Awards.

### Los Angeles
Les cérémonies organisées depuis 1989 par la BAFTA de Los Angeles, les Britannia Awards, ont lieu en octobre ou novembre de chaque année. Les prix remis ne récompensent pas des films ou des émissions de télévision, mais uniquement des personnes.
Durant les dix premières années d'existence, il n'existait qu'un prix appelé Britannia Award for Excellence in Film, mais depuis 1999, le nombre de récompenses a augmenté, pour passer à quatre principales en 2005 :
- Stanley Kubrick Britannia Award de l'excellence au cinéma (le prix original, renommé en 2000 en l'honneur de Stanley Kubrick)
- John Schlesinger Britannia Award de l'excellence artistique dans la réalisation (ajouté en 2003, en l'honneur de John Schlesinger)
- Britannia Award de l'excellence artistique dans un divertissement international
- Cunard Britannia Award pour la contribution d'une vie au cinéma international

## Présidents et vice-présidents
Présidents
1. Philip Mountbatten (1959–1965)
2. Louis Mountbatten (1966–1972)
3. Anne du Royaume-Uni (1973–2001)
4. Richard Attenborough (2001–2010)
5. William de Cambridge (depuis 2010)

Vice-présidents
1. Richard Attenborough (1973–1995)
2. David Puttnam (1995–2004)
3. Michael Grade (2004–2009)
4. Duncan Kenworthy (en) (depuis 2009)
5. Sophie Turner Laing (depuis 2010)